# Angelica Mandy

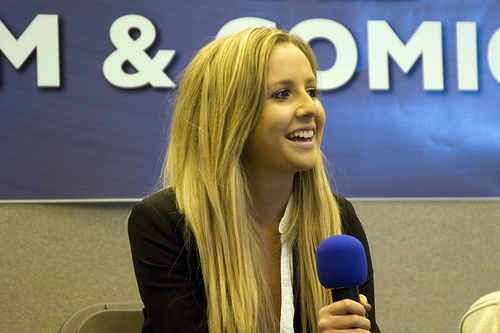
Angelica Mandy

Angelica Joyce Mandy (* 25. August 1992  in Bath, England) ist eine britische Schauspielerin. Am bekanntesten wurde sie durch ihre Rolle der Gabrielle Delacour im vierten Harry-Potter-Film.

## Filmografie
- 2004: Vanity Fair
- 2005: Harry Potter und der Feuerkelch (Harry Potter and the Goblet of Fire)
- 2010: Harry Potter und die Heiligtümer des Todes: Teil 1 (Harry Potter and the Deathly Hallows: Part 1)
- 2012: The End (Kurzfilm)